# جایزه فرهنگستان علوم و هنرهای سینمایی آرژانتین
جایزهٔ فرهنگستان علوم و هنرهای سینمایی آرژانتین (اسپانیایی: Premios de Academia de las Artes y Ciencias Cinematográficas de la Argentina‎) که به «جایزهٔ سور» ((اسپانیایی: Premio Sur‎) شهرت دارد، نام یک جایزه سینمایی در کشور آرژانتین است که توسط «فرهنگستان علوم و هنرهای سینمایی آرژانتین» به برترین‌های صنعت سینما در این کشور اهدا می‌شود.
این جایزه هر سال، در ۱۸ شاخهٔ مختلف اعطا می‌شود و هیئت داوران از میان اعضای فرهنگستان (بازیگران، کارگردانان، تهیه‌کنندگان و تکنیسین‌ها) برگزیده می‌شوند.